# 홍콩 축구 협회

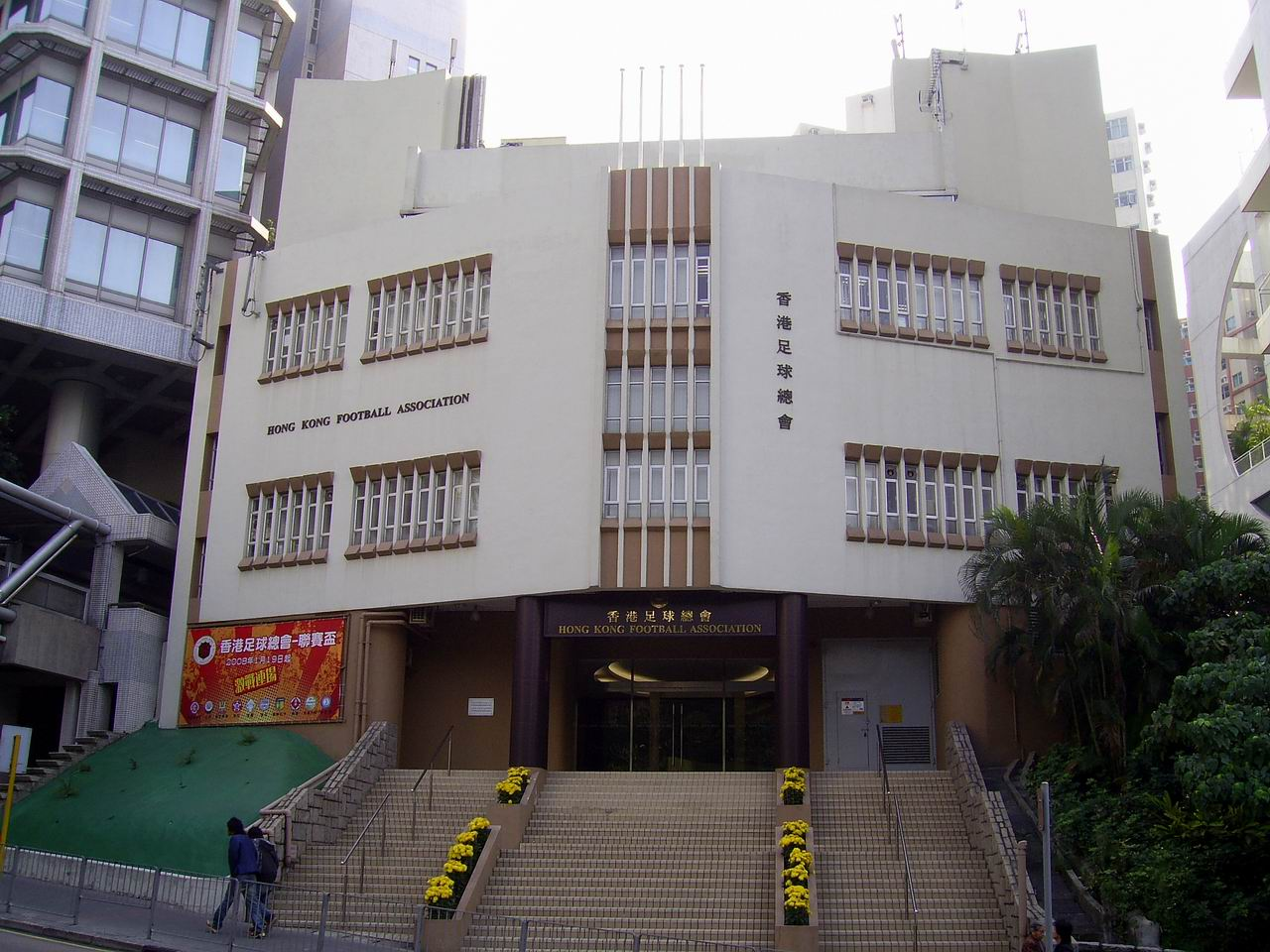
홍콩 축구 협회 본부

홍콩 축구 협회(영어: The Hong Kong Football Association Limited), HKFA, 중국어: 香港足球總會)는 홍콩의 축구 협회이며 1914년 6월 1일 설립되었다. 홍콩 차이나 체육 협회 올림픽 위원회 소속으로 74개의 하위 기관이 있다. 홍콩 축구 국가대표팀, 홍콩 U-23 축구 국가대표팀, 기타 다른 연령대의 홍콩 축구 국가대표팀, 홍콩 풋살 국가대표팀, 홍콩 프리미어리그 올스타의 선발 및 훈련, 홍콩 프리미어리그의 구단 등록 및 선수 등록, 청소년 국가대표팀의 발전, 훈련 등을 담당하고 있다.

## 역사
1914년 6월 1일 설립되었다. 사실 1912년 홍콩인들에 의해서 축구 협회 설립 운동이 시작되었다. 1914년이 돼서야 잉글랜드 축구 협회의 일원이 되었다. 1954년 FIFA와 AFC에 가입하였다.

## 같이 보기
- 아시아 축구 연맹
- 동아시아 축구 연맹
- 홍콩 축구 국가대표팀
- 마카오 축구 협회
- 중국 축구 협회
- 중화민국 축구 협회